# Phryganopteryx triangularis
Phryganopteryx triangularis là một loài bướm đêm thuộc phân họ Arctiinae, họ Erebidae.